# Onicogrifosi
La onicogrifosi és una hipertròfia que pot produir ungles semblants a unes urpes o una banya de moltó.

## Causes

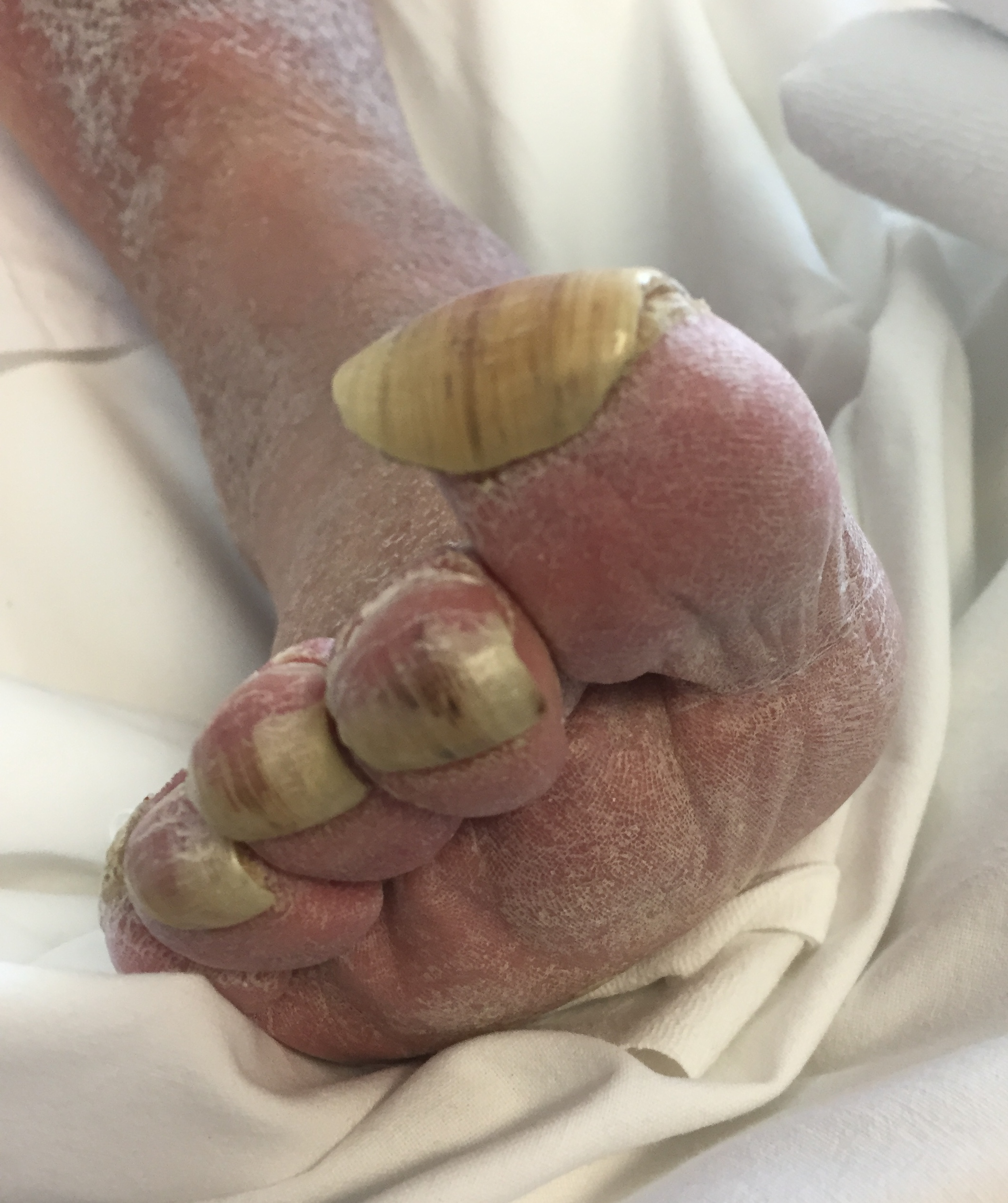
Onicogrifosi en un pacient postrat al llit

L'onicogrifosi pot ser causada per un traumatisme o una malaltia vascular perifèrica, però sovint és secundària a un descurament i no poder tallar les ungles durant períodes prolongats.:783–4 Aquest trastorn s'observa amb més freqüència a la vellesa.

## Tractament
Alguns recomanen l'avulsió de l'ungla amb destrucció quirúrgica de la matriu unguial amb fenol o el làser de diòxid de carboni, si el subministrament de sang és adequat.:783–4:659

## Epidemiologia
S'ha registrat una onicogrifosi congènita severa que afecta els totes les ungles en dues famílies que presenten l'al·lel dominant per a un determinat gen.